# مدل جایگزینی

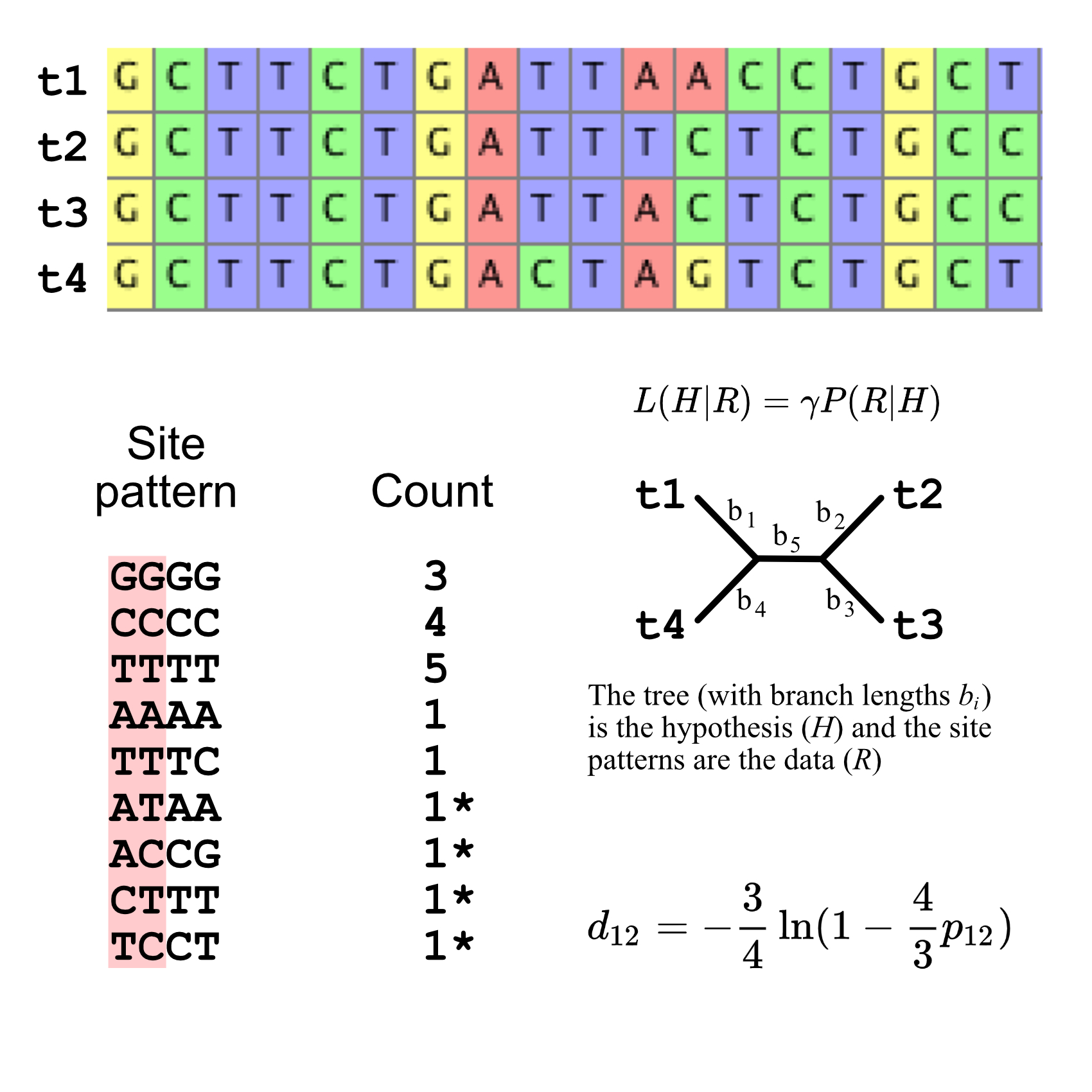
مدل جایگزینی

در زیست‌شناسی، مدل جایگزینی توصیف فرایند تغییر یک رشته به رشته‌های دیگر است برای مثال در مدل شاخه‌بندی هر موقعیت در دنباله نشانهٔ وجود یا عدم وجود یک خاصیت در یک نوع موجود است. الفبای این فرایند از «۰» برای نبودن و «۱» برای بودن آن خاصیت است. برای مثال ۰۰۱۱۰ یعنی، آن موجود پر ندارد و تخم نمی‌گذارد، پشم دارد، خون‌گرم است، و نمی‌تواند زیر آب نفس بکشد. در فیلوژنتیک دنباله‌ها می‌توانند از هم‌ترازی یک رشته اسیدهای نوکلئیک یا توالی پروتئین‌ها باشند؛ که در آن هر باز یا آمینواسید، یک کارکتر از رشته خواهند بود، برای مثال رشته می‌تواند AGCGGAGCTTA یا GCCGTAGACGC باشد.
مدل جایگزینی برای موارد زیر استفاده می‌شود:
1. ساخت درختان تکاملی در فیلوژنتیک یا cladistics.
2. شبیه‌سازی توالی برای تست سایر روش‌ها و الگوریتم‌ها.

## مدل‌های خنثی، مستقل و دارای جایگاه‌های محدود
اکثر مدل‌های جایگزینی که امروزه استفاده می‌شوند دارای خواص
خنثی
انتخاب طبیعی در مدل تأثیر ندارد.
مستقل
تغییرات در یک جایگاه در احتمال تغییر جایگاه‌های دیگر تأثیر نمی‌گذارد.
جایگاه‌های محدود
تعداد زیادی جایگاه وجود دارد، در طول تکامل یک جایگاه ممکن است چند بار دچار تغییر شود، برای مثال اگر یک جایگاه وضعیت «۰» را دارد و در t ثانیه بعد هنوز وضعیت «۰» را دارد، ممکن است تغییری نکرده باشد یا این که یک بار از «۰» به «۱» و بعد از آن از «۱» به «۰» تغییر کرده باشد.

## ساعت مولکولی و واحدهای زمان
طول یک شاخه از درخت فیلوژنتیک برابر امید تعداد جابجایی‌ها در یک جایگاه است، به عنوان مثال اگر مدل تکامل بیان کند که یک جایگاه از دنبالهٔ جد به‌طور میانگین پس از x جابه‌جایی به دنبالهٔ فرزند تبدیل می‌شود آنگاه فاصلهٔ جد از فرزند با شاخه‌ای به طول x نمایش داده می‌شود.
گاهی طول یک شاخه با فاصلهٔ زمین‌شناسی دو گونه سنجیده می‌شود. برای مثال یک فسیل ممکن است فاصلهٔ زمانی بین یک گونهٔ جد و یک گونهٔ فرزند را مشخص گند. به دلیل این که هر گونه با سرعت متفاوتی تکامل پیدا می‌کند این دو معیار ممکن است همیشه با هم نسبت مستقیم نداشته باشند. امید تعداد جابه‌جایی‌ها در یک جایگاه در هر سال با حرف یونانی میو (μ) نمایش داده می‌شود.
وقتی امید تعداد جابه‌جایی‌ها در سال μ مستقل از نوع گونهٔ در حال تکامل باشد می‌گوییم مدل ساعت مولکولی مشخص دارد.
یکی از مهم‌ترین خواص ساعت مولکلی ثابت، این است که امید تعداد جابه‌جایی‌ها بین یک گونهٔ جد و تمام فرزندان حال حاضر آن مستقل از نوع گونه‌های فرزند مشخص می‌شود.